# 進開屋
進開屋（しんかいや）は、東京都文京区千石にある蕎麦店。大正末期に建てられた木造2階建ての建築物は、国の登録有形文化財となっている。

## 概要
1914年（大正3年）、現在地に蕎麦屋・進開屋を開業。初代の建物は1923年（大正12年）に起きた関東大震災により焼失し、1926年（大正15年）に現在の木造2階建の店舗（兼住宅）を建設した。第二次世界大戦の東京大空襲においても被害を受けず、今もなお当地にて100年以上蕎麦屋を営んでいる。

## 沿革
- 1914年（大正3年） - 現在地に蕎麦屋を構える。
- 1923年（大正12年） - 関東大震災に被災。
- 1926年（大正15年） - 現店舗が竣工。
- 1944年（昭和19年）～1945年（昭和20年） -  東京大空襲における戦禍を免れる[1][2]。

## 営業情報
- 定休日 - 金曜日
- 営業時間 - 午前11時～午後7時30分
- 駐車場 - なし

## 登録有形文化財（建造物）
登録年月日：2003年（平成15年）3月18日
新開屋（しんかいや）
1926年（大正15年）築　木造2階建 瓦葺
建築面積：52m2。
種別：産業3次
登録基準：国土の歴史的景観に寄与しているもの。

## 交通アクセス
- 都営三田線 - 千石駅より徒歩7分
- JR山手線 - 巣鴨駅より徒歩15分
- 東京メトロ丸ノ内線 - 茗荷谷駅、新大塚駅より徒歩15分

## ギャラリー
- 南西側からの外観（2015年11月撮影）
- 南東側からの外観（2015年11月撮影）
- 1階の外観（2015年11月撮影）
- 2階の外観（2015年11月撮影）